# Abyss Box

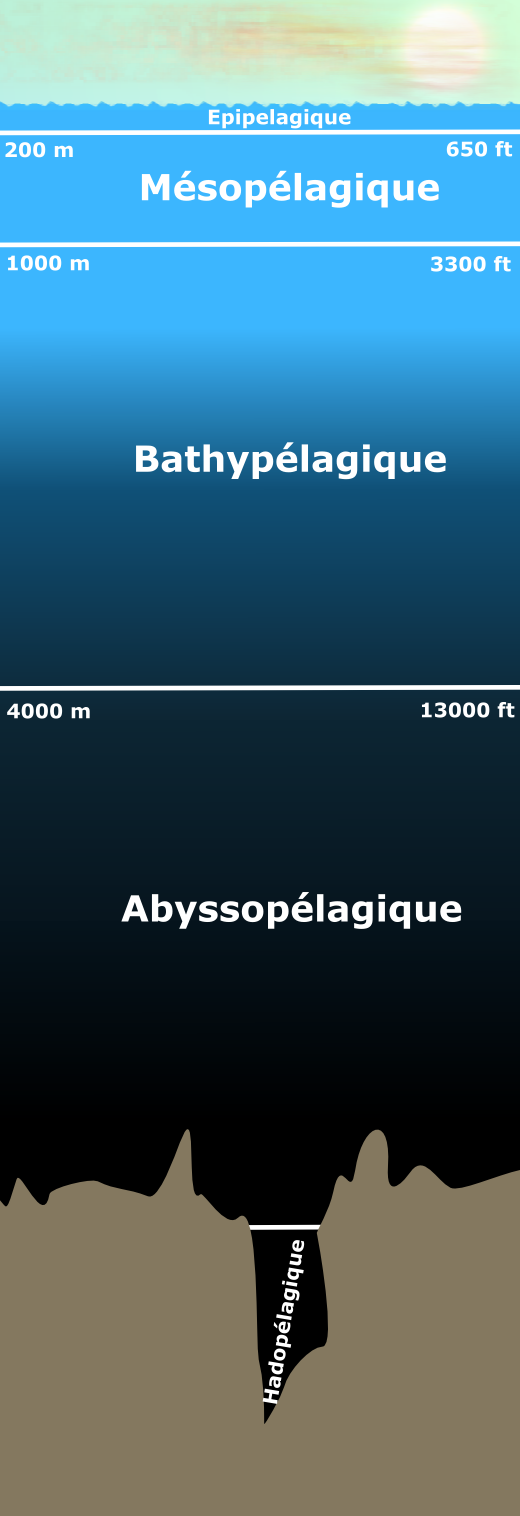
Les espèces présentes dans lAbyss Box vivent à l'état naturel dans la zone bathypélagique.

Pour les articles homonymes, voir Abyss.
L'Abyss Box est un aquarium contenant 16 litres d'eau à la très haute pression de 180 bars. Il a été conçu pour simuler l'environnement sous-marin de la zone bathypélagique, afin d'héberger des animaux vivant à l'état naturel à environ 1 800 m sous la surface de l'eau. L'Abyss Box est exposée à l'Océanopolis de Brest. Elle a été conçue par le chercheur français Bruce Shillito de l'université Pierre-et-Marie-Curie à Paris, en partenariat avec l'Ifremer.
Alors que les océans se réchauffent en raison du changement climatique, l'aquarium sert notamment à évaluer la capacité de certaines espèces à vivre à une plus grande profondeur qu'auparavant — les eaux sont plus froides en profondeur.
Derrière le hublot de 15 cm de large, les visiteurs ont pu observer des crevettes et des crabes de sources hydrothermales. Ces animaux ont réussi, pour la première fois, à survivre plus de 3 ans en captivité.